# Linum ockendonii
Linum ockendonii är en linväxtart som beskrevs av Werner Rodolfo Greuter och Burdet. Linum ockendonii ingår i släktet linsläktet, och familjen linväxter. Inga underarter finns listade i Catalogue of Life.